# Nelson Aerts
Nelson "Neco" Aerts, né le 25 avril 1963 à Cachoeira do Sul, est joueur de tennis professionnel brésilien.

## Carrière
Il a fait ses études à l'Université d'État Northwestern.
Il est quart de finaliste du tournoi de Bahia en 1983 et huitième de finaliste des Internationaux du Canada en 1985 où il élimine le 18e mondial Scott Davis. En 1986, il passe le premier tour à Roland-Garros en battant Mark Edmondson en cinq sets.
Huitième de finaliste à quatre reprises en Grand Chelem en double, il signe sa plus belle victoire à l'US Open en 1990 en éliminant au premier tour les no 1 mondiaux Rick Leach et Jim Pugh (7-6, 7-6), avec Danilo Marcelino. Spécialiste du double, il a aussi atteint trois finales sur le circuit ATP et remporté 14 tournois Challenger. En 1990, il est quart de finaliste du Masters de Miami avec Fernando Roese.
Il a obtenu une médaille d'or par équipe aux Jeux panaméricains de 1991 à La Havane.
Il a été membre de l'équipe du Brésil de Coupe Davis au milieu des années 1980.
Au milieu des années 1990, il met sa carrière entre parenthèses pour faire des études de journalisme et il fonde une société de marketing sportif en 1995. Il organise désormais des tournois de tennis au Brésil.

## Palmarès

### Finales en double messieurs
| No | Date       | Nom et lieu du tournoi         | Catégorie    | Dotation  | Surface         | Vainqueurs                     | Partenaire     | Score    |  |
| -- | ---------- | ------------------------------ | ------------ | --------- | --------------- | ------------------------------ | -------------- | -------- |  |
| 1  | 16-12-1985 | South Australian Open Adélaïde |              | 80 000 $  | Gazon (ext.)    | Mark Edmondson Kim Warwick     | Tomm Warneke   | 6-4, 6-4 |  |
| 2  | 02-04-1990 | Banespa Open Rio de Janeiro    | World Series | 225 000 $ | Moquette (ext.) | Brian Garrow Sven Salumaa      | Fernando Roese | 7-5, 6-3 |  |
| 3  | 09-02-1998 | Sybase Open San José           | Int' Series  | 315 000 $ | Dur (int.)      | Todd Woodbridge Mark Woodforde | André Sá       | 6-1, 7-5 |  |

## Parcours dans les tournois duGrand Chelem

### En simple
| Année | Open d'Australie | Open d'Australie | Internationaux de France | Internationaux de France | Wimbledon       | Wimbledon  | US Open | US Open |
| ----- | ---------------- | ---------------- | ------------------------ | ------------------------ | --------------- | ---------- | ------- | ------- |
| 1985  | 2e tour (1/32)   | H. van Boeckel   | —                        | —                        | —               | —          | —       | —       |
| 1986  | —                | —                | 2e tour (1/32)           | Andrés Gómez             | 1er tour (1/64) | M. Freeman | —       | —       |

### En double
| Année | Open d'Australie          | Open d'Australie   | Internationaux de France | Internationaux de France | Wimbledon                    | Wimbledon                | US Open                    | US Open                  |
| ----- | ------------------------- | ------------------ | ------------------------ | ------------------------ | ---------------------------- | ------------------------ | -------------------------- | ------------------------ |
| 1985  | 1er tour (1/32) J. Soares | H. Leconte Y. Noah | —                        | —                        | —                            | —                        | 1/8 de finale R. Rudeen    | A. Emerson D. Tyson      |
| 1986  | —                         | —                  | 1/8 de finale L. Mattar  | J. Navratil M. Schapers  | —                            | —                        | 2e tour (1/16) L. Mattar   | E. Edwards F. González   |
| 1987  | —                         | —                  | —                        | —                        | —                            | —                        | 1/8 de finale T. Siegel    | S. Edberg A. Järryd      |
| 1990  | —                         | —                  | 1er tour (1/32) F. Roese | S. Bruguera N. Pereira   | 1er tour (1/32) F. Roese     | Petr Korda Tomáš Šmíd    | 1/8 de finale D. Marcelino | S. Bruguera T. Carbonell |
| 1991  | —                         | —                  | —                        | —                        | 1er tour (1/32) R. Van't Hof | Gary Muller Danie Visser | 2e tour (1/16) F. Roese    | Ken Flach R. Seguso      |
| 1998  | —                         | —                  | 1er tour (1/32) André Sá | G. Kuerten F. Meligeni   | 1er tour (1/32) André Sá     | J-F. de Jager R. Koenig  | —                          | —                        |

N.B. : le nom du ou de la partenaire se trouve sous le résultat ; le nom des ultimes adversaires se trouve à droite.